# Шерешевська сільська рада
Шерешевська сільська́ ра́да (біл. Шарашэўскі сельсавет) — адміністративно-територіальна одиниця у складі Пружанського району Берестейської області Білорусі. Адміністративний центр — смт Шерешово.

## Склад
Населені пункти, що підпорядковувалися сільській раді станом на 2009 рік:
| Населений пункт | Тип    | Населення, осіб (2009) |
| --------------- | ------ | ---------------------- |
| Білий Лісок     | село   | 111                    |
| Васьки          | село   | 12                     |
| Вискулі         | хутір  | 10                     |
| Манці           | село   | 12                     |
| Довге           | село   | 19                     |
| Пациничі        | село   | 45                     |
| Кивачина        | село   | 39                     |
| Криниця         | село   | 243                    |
| Купичі          | село   | 135                    |
| Мильниськ       | село   | 7                      |
| Окольник        | село   | 24                     |
| Перерово        | хутір  | 29                     |
| Суховщина       | село   | 25                     |
| Юбілейний       | селище | 2                      |
| Ясень           | село   | 45                     |

## Населення
За переписом населення Білорусі 2009 року чисельність населення сільської ради становила 758 осіб.

### Національність
Розподіл населення за рідною національністю за даними перепису 2009 року:
| Національність                | Осіб | Відсоток |
| ----------------------------- | ---- | -------- |
| білоруси                      | 658  | 86,81 %  |
| українці                      | 49   | 6,46 %   |
| росіяни                       | 29   | 3,83 %   |
| поляки                        | 19   | 2,51 %   |
| національність не повідомлена | 2    | 0,26 %   |
| азербайджанці                 | 1    | 0,13 %   |
| Разом                         | 758  | 100 %    |